# Fondazione Alfred P. Sloan
La  Fondazione Alfred P. Sloan è un istituto filantropico statunitense, fondato nel 1934 da  Alfred P. Sloan, Jr., allora Presidente della General Motors.